# ジェームズ・ステュアート (経済学者)
ジェームズ・ステュアートは第3代グッドツリーズ準男爵で第7代コルトネス準男爵でもあった（1712年10月21日 - 1780年11月26日）。また、ジェームズ・ステュアート・デナムという別名でも知られておりスコットランドの著名なジャコバイト勢力であった。また、経済学について英語で書かれた最初の体系的な論文である『経済学原理』の作者であり、タイトルに英語で始めて「政治経済学 ( political economy ) 」を使用した経済学者である。
彼は晩年にデナムの姓を名乗るようになり、1773年に従兄弟からコルトネス準男爵の位を継承した
。

## 生涯
彼は、アン女王とジョージ1世の下でスコットランド法務長官（英語: Solicitor General for Scotland）を務めた初代準男爵サー・ジェームズ・スチュワートの12人の子供のうちの1人でエディンバラで誕生した。彼の母親は、上訴裁判所長官（英語: Lord President of the Court of Session）
ノース・バーウィック卿（英語: Hew Dalrymple, Lord North Berwick）の娘アン・ダルリンプル（Anne Dalrymple）だった。彼はエディンバラ大学を卒業後24歳でスコットランドの弁護士資格を取得した。
その後、彼は欧州大陸で数年間を過ごし、ローマ滞在中に少年時代の王位請求者であったチャールズ・エドワード・ステュアートと知り合いになった。
1745年にエディンバラにで暮らしていたがジャコバイト蜂起におけるカロデンの戦いにて敗北したため生命の危機を感じたため安全のために大陸に戻り、1763年まで大陸に留まった。1771年になってようやく、彼は反乱への共謀の罪を完全に赦免された。彼は家族の邸宅であるラナークシャーのコルトネスで亡くなった。
彼は、 1745年のカロデンの戦いで重要な役割を果たしたデイヴィッド・ウィーミス、エルチョ卿（英語: David Wemyss, Lord Elcho）（1721年8月12日 - 1787年4月29日）の妹であるフランシス・ウィーミス夫人（1722年 - 1789年）と結婚した。
彼らの息子であるジェームズ・スチュアート・デンハム第8代準男爵（1744年 - 1839年）は、父の著作の編集者であり、国会議員、スコッツ・グレイ騎兵連隊（英語: Royal Scots Greys）の大佐であった。彼は大将まで昇進して退役し、その後95歳まで生きた。彼の死後、両方の準男爵位は1851年に亡くなった従兄弟の手に渡った以降、誰も継承していない。

## 家族について
スチュアートの祖先はエディンバラの商人であり熱心な長老派教会信者であり、騎士でもあったサー・ジェームズ・スチュアート卿の子孫である。スチュアート卿は、1642年から1660年の英国の三王国戦争でチャールズ2世を支持し、1681年に亡くなったが、息子たちに土地を購入できるだけの財産を築いていた。
その息子のうち3人は、1688年の名誉革命後に一族に準男爵の称号が与えられるほど著名であった。
長男のサー・トーマス・スチュアート・オブ・コルトネス ( Sir Thomas Steuart of Coltness ) 、
4番目の息子のサー・ジェームズ・スチュアート・オブ・グッドツリーズ ( Sir James Steuart of Goodtrees )スコットランド法務長官（英語: Lord Advocate）、
末っ子のサー・ロバート・スチュアート・オブ・アランデール ( Sir Robert Steuart of Allandale ) である。
サー・ジェームズ・スチュアート・オブ・グッドツリーズは彼の祖父でありスコットランド法務長官だった。
彼の父もサー・ジェームズ・スチュアート卿（英語: Sir James Steuart, 1st Baronet of Goodtrees）で長男であった。

## 肩書等
第3代グッドツリーズ準男爵であるジェームズ・スチュアートは、14歳で準男爵位と領地を相続した。
彼は最終的に、スチュアート家の高位の家系である従兄弟たちの財産の多くを相続した。
コルトネスのトーマス・スチュアート卿は2度結婚しており、1度目は継母の娘であるマーガレット・エリオットと、2度目はスコットランド造幣局長である第1代ウェストシールド準男爵ウィリアム・デナム卿の妹であるスーザン・デナムと結婚し14人の息子をもうけている。彼の長男は1712年にコルトネスの領地と邸宅（爵位は売却していない）を第3代グッドツリーズ準男爵の父に売却している。
そのため第3代グッドツリーズ準男爵は、彼の家であったことからコルトネス出身と呼ばれることが多い。
しかし、第3代グッドツリーズ準男爵はフランスから帰国後、グッドツリーズの土地を売却した。その頃までに、サー・トーマス・スチュアート・オブ・コルトネスの最後の生き残りの息子が、父からコルトネス準男爵位（英語: Steuart baronets）を、また母からウェストシールドのデナムの財産と準男爵位を相続し（英語: Denham baronets）、サー・アーチボルド・スチュアート・デナム準男爵（英語: Steuart baronets）と称した。サー・アーチボルドが1773年に死去すると、コルトネス準男爵位とスチュアート家の財産はサー・ジェームズ・スチュアートに引き継がれた。デナム家の称号と財産は、デナム家の最後の相続人でサー・アーチボルドの母方の異父甥にあたり、サー・ウィリアム・ロックハート・デナム（英語: Denham baronets）に引き継がれた。3年後の1776年にウィリアム・ロックハート・デナムが死去すると、デナム準男爵位は絶えた。彼はまウェストシールドの地所を含む財産をジェームズ・スチュアート卿に遺贈した。スチュアート卿はデナムの姓を名乗ったが彼はデナムの子孫ではなかった。
したがって彼は生涯の最後の4年間については、コルトネスおよびウェストシールドの準男爵であるサー・ジェームズ・スチュアート・デナムと名乗っていた。このため、彼の主要著書および死後に出版された全集はサー・ジェームズ・スチュアート著として出版され、経済学文献における著者名もサー・ジェームズ・スチュアート・デナムである。

## 著作等

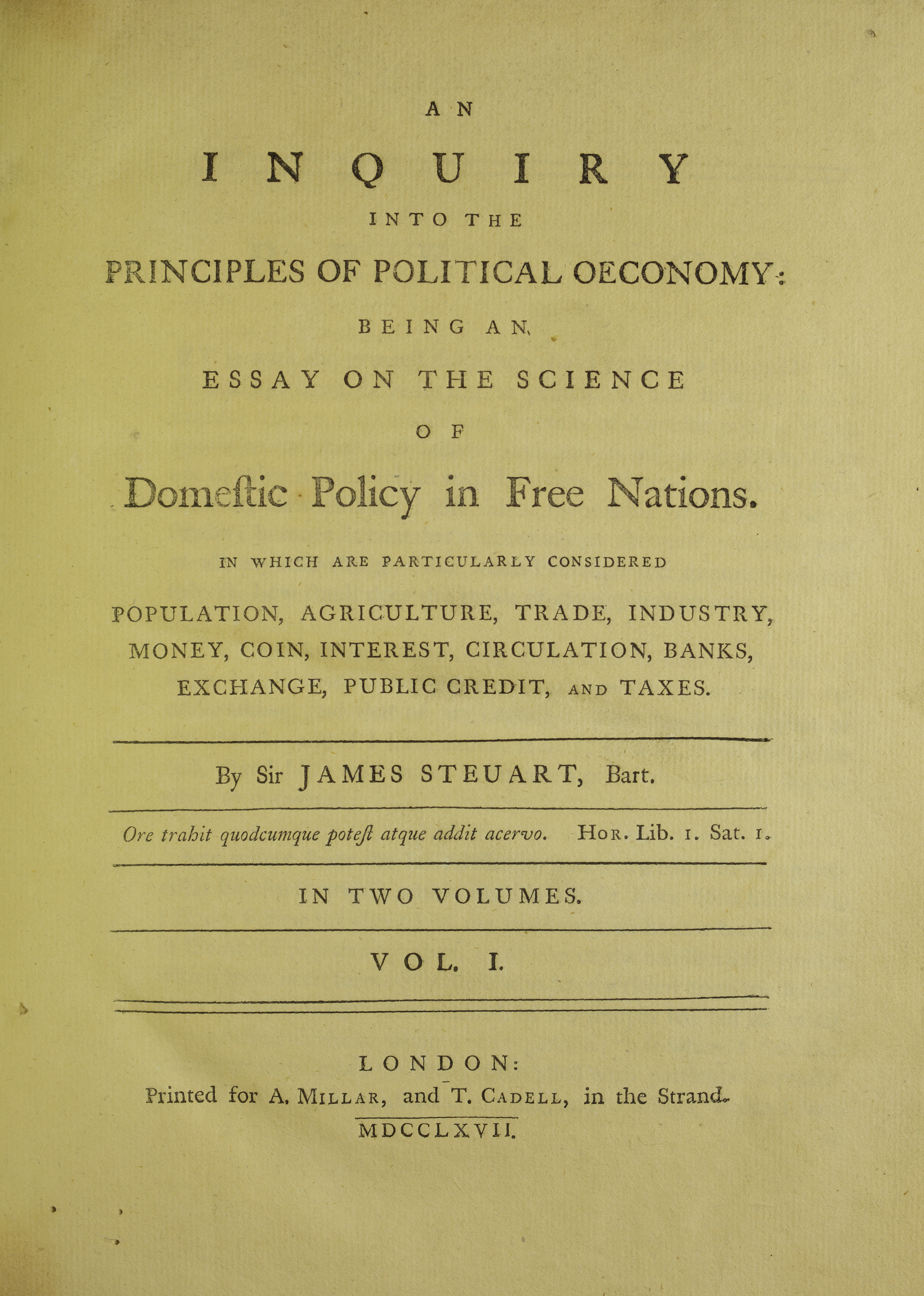
政治経済原理の探究
(Inquiry into the principles of political oeconomy) 1767年刊

1767年にスチュアートは『政治経済学原理の研究』を出版した。これはスコットランドの経済学者による最初のタイトルに「政治経済学」を含む著作であり、その中でこの用語の使用法を次のように説明している。
一般的に経済とは家族のあらゆる欲求を満たす活動であるように、政治経済学は共同体社会におけるすべての住民に一定の生活資金を確保し、一定の生活資金の確保を不安定にする可能性のあるあらゆる状況を排除し、社会の欲求を満たすために必要なものをすべて提供し、住民を雇用し、相互関係と依存関係を自然に作り出し、相互の欲求を満たすように努める。
この本は、イギリスで登場した穏健な重商主義の観点から見た科学の最も完全で体系的な概説であり、実際にどこにも登場しなかった本格的な経済学の論文であった。また、ドイツの哲学者ヘーゲルもこの本を高く評価し1799年にこの論文についてのコメントを書いている。スチュアートの経済学はデイヴィッド・ヒュームやアダム・スミスを生み出したスコットランド啓蒙主義の一部と見なされることが多いが、スチュアートの経済学はそれ以前の重商主義の時代から考察おこなっている。
重商主義によると貿易収支の黒字はどの国にとっても最も重要であり、金と銀の輸出を禁止する必要があるとする学派である。この理論では、国内資源の利用、植民地の拡大、それらの植民地との貿易の独占を最大限にするために高い保護関税につながった。
イギリスは重商主義のを採用したため17世紀から18世紀にわたる４回の英蘭戦争と、アメリカ独立戦争 (1775年4月19日 - 1783年9月3日)および米英戦争 (1812年6月 - 1815年)が発生した。
さらに1815年、イギリスは重商主義者の提案によりすべての輸入小麦に穀物法と呼ばれる高関税を採用した。穀物法に関しては産業資本家層が中心となり激しい反対運動が起こり、1846年に穀物法が廃止されるまで政治的議論の大半を占めることになった。
重商主義においては個々の販売取引おいて利益は販売時点で発生すると考えられていた。スチュアートは、利益は商品の譲渡（販売）時に発生する単なる「追加料金」であると考えていた。スチュアートは純粋な重商主義者ではなかったが、「科学的形態の重商主義」を信じていた。スチュアートは、すべての利益は、単一の販売取引において売り手が買い手に「過剰請求」することから生じると考えていた。しかし、スチュアートは、交換を通じて得られる「利益」が需要の増減に応じて「変動」することを認めていた。それでも、すべての優れた重商主義者と同様に、スチュアートは利益の創出者としての交換に目を向け続け、販売前の商品に価値を認めなかった。
スチュアートは重商主義経済思想の最後の代表者の一人であった。
この著作は好評だったが、その影響力は9年後に出版されたアダム・スミスの『国富論』によって失われていった。アダム・スミスはスチュアートと面識があったが、スチュアートの著作を引用したり言及したりしたことはない。
また、『国富論』における重商主義への攻撃は、主にスチュアートに向けられていた。しかしスミスはスチュアートのほうが議論は巧みであると考えていたため、スチュアートとの論争を避けたと言われている。
スチュアートの本は、1世紀後に歴史学派の経済学者によって好意的に受け止められることになった。

## 著作物等
- The Works, Political, Metaphysical and Chronological, of the late Sir James Steuart of Coltness, Bart., now first collected, with Anecdotes of the Author, by his Son, General Sir James Denham Steuart, were published in 6 vols 8vo in 1805. Besides the Inquiry they include:
- A Dissertation upon the Doctrine and Principles of Money applied to the German Coin (1758)
- Apologie du sentiment de M. le Chevalier Newton sur l'ancienne chronologie des Grecs (4to, Frankfort-on-the-Main, 1757)
- An Inquiry into the Principles of Political Oeconomy: Being an Essay on the Science of Domestic Policy in Free Nations, in Which Are Particularly Considered Population, Agriculture, Trade, Industry, Money, Coin, Interest, Circulation, Banks, Exchange, Public Credit, and Taxes, ([1767, 2 v.] 1770). Title page and chapter links, [c], v. 2, and v. 1.
- The Principles of Money applied to the Present State ef Bengal, published at the request of the East India Company (4to, 1772)
- A Dissertation on the Policy of Grain (1783)
- Plan for introducing Uniformity in Weights and Measures within the Limits of the British Empire (1790)
- Observations on Beattie's Essay on Truth
- A Dissertation concerning the Motive of Obedience to the Law of God, and other treatises.